# Смирнов, Вячеслав Михайлович (экономист)
Вячесла́в Миха́йлович Смирно́в (2 августа 1953, Куйбышев, РСФСР (ныне Самара)  — 5 июня 2025, Москва) — российский экономист и политик, президент «Лада Банка»,  депутат Государственной Думы РФ первого созыва от города Тольятти (1993—1996).

## Биография
В 1976 году окончил факультет управления и организации производства Томского политехнического института по специальности инженер-механик.
В 1976—1989 годах работал в Куйбышевском политехническом институте в Самаре, на предприятии АвтоВАЗ в Тольятти.
В 1989—1993 годах заместитель председателя правления АвтоВАЗбанка, Председатель правления коммерческого «ЛадаБанка», г. Тольятти.
В 1993—1996 годах Государственной Думы РФ первого созыва по Тольяттинскому одномандатному избирательному участку № 159, в думе входил в члены депутатской группы «Новая региональная политика», был членом комитета по законодательству о финансовых институтах, фондовом рынке и страховании, руководитель Центра по работе с доверенными лицами Президента России Ельцина Б. Н., г. Москва. Входил в члены совета директоров «ИПОКОМБАНК», ИжЛадаБанк, страховой компании «АстроВолга» и «Сапсан», телевизионной компании «Новый Регион» в г. Ижевске, в дочернем автопредприятии «Бронто».
В 1995—1998 годах работал в авиационной компании ЗАО «Волга-Днепр», генеральным директором страховой компании «НИК», член Совета директоров авиационной компании ЗАО «Волга-Днепр», г. Ульяновск.
В 1999—2003 годах главный инспектор Инспекции по контролю за Центральным банком Российской Федерации и кредитно-финансовыми учреждениями Счетной палаты РФ, г. Москва.
В 2003—2016 годах совместно с бывшим депутатом Е.А.Гусаровым организовал и возглавлял в должности директора Консалтинговую компанию ООО «VIP.CS» в Москве.
Женат, двое детей: Анастасия и Дмитрий.